# Paradoxul lui Newcomb
În filozofie și matematică, paradoxul lui Newcomb sau problema lui Newcomb este un experiment mental care implică un joc între doi jucători, dintre care unul este capabil să prezică viitorul.
Paradoxul lui Newcomb a fost creat de William Newcomb de la Laboratorul Lawrence Livermore al Universității din California. Cu toate acestea, a fost analizat și publicat prima dată într-o lucrare de filosofie răspândită în comunitatea filozofică de către Robert Nozick în 1969 și a apărut în numărul din martie 1973 al revistei Scientific American, în coloana de jocuri matematice a lui Martin Gardner. Astăzi este o problemă mult dezbătută în ramura filozofică a teoriei deciziei.

## Problema
Avem un prezicător și un jucător și două cutii notate cu literele A și B. Jucătorului i se dă posibilitatea de a alege din două variante: ori doar cutia B ori ambele cutii A și B. Jucătorul cunoaște următoarele: 
- Cutiile sunt opace dar jucătorul știe că în cutia A se află întotdeauna 1000 $ și în cutia B ori 1.000.000 $ ori nimic.
- Cutia B este opacă și conținutul său a fost deja stabilit de prezicător:
  - Dacă prezicătorul a prezis că jucătorul va alege ambele cutii A și B, atunci cutia B nu conține nimic.
  - Dacă prezicătorul a prezis că jucătorul va lua doar cutia B, atunci cutia B conține 1.000.000 $.

Jucătorul nu știe nimic din ceea ce prezice prezicătorul sau ce conține cutia B în timp ce face alegerea.
Problema lui Newcomb este un paradox deoarece avem două raționamente, care par ambele logice la prima vedere, cu rezultate contradictorii la întrebarea: Care alegere aduce cel mai mare câștig?.

## Strategii
| Alegerea prezisă | Alegerea făcută | Căștigul jucătorului |
| ---------------- | --------------- | -------------------- |
| A + B            | A + B           | 1000 $               |
| A + B            | B               | 0 $                  |
| B                | A + B           | 1.001.000 $          |
| B                | B               | 1.000.000 $          |

În articolul său din 1969, Nozick a precizat că ”aproape tuturor le este clar ce trebuie ales. Dificultatea constă în faptul că părerile oamenilor par să se împartă aproape în mod egal, o mare parte dintre ei fiind convinși că aceia care aleg varianta contrară sunt idioți.” Problema continuă să împartă filosofii în două tabere.
Teoria jocurilor oferă două strategii pentru acest joc care se bazează pe principii diferite: principiul utilității așteptate și principiul dominanței strategice. Problema este numită paradox deoarece două analize care amândouă sunt intuitiv logic dau răspunsuri contradictorii la întrebarea care este alegerea care maximizează câștigul jucătorului.
- Având în vedere principiul utilității așteptate atunci când probabilitatea ca prezicătorul să aibă dreptate este aproape sigură sau sigură, jucătorul trebuie să aleagă cutia B. Această opțiune maximizează în mod statistic câștigurile jucătorului, oferindu-i aproximativ 1.000.000 $ per joc.
- Conform principiului dominanței, jucătorul trebuie să aleagă strategia care este întotdeauna cea mai bună; alegerea ambelor cutii A și B va oferi întotdeauna un câștig cu 1.000 $ mai mult decât alegerea numai a cutiei B. Cu toate acestea, utilitatea așteptată a "întotdeauna mai mult cu 1.000 $ decât B" depinde de plata statistică a jocului; atunci când previziunea prezicătorului este aproape sigură sau sigură, alegerea ambelor cutii A și B stabilește câștigurile jucătorului la aproximativ 1.000 $ per joc.

## Cauzalitate, determinism și liber arbitru

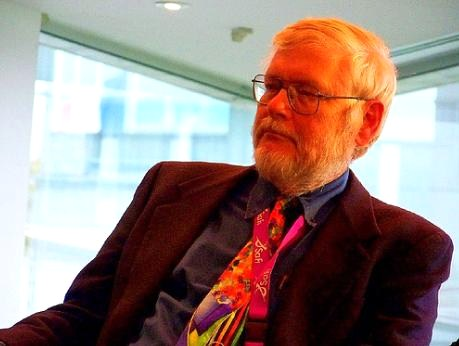
Gregory Benford

David Wolpert și Gregory Benford sugerează că nu există niciun conflict între cele două strategii; Problema lui Newcomb, spun ei, reprezintă două jocuri diferite, cu rezultate probabiliste diferite, iar conflictul apare din cauza acestei definiții imprecise a jocului. Strategia optimă este independentă de infailibilitatea prezicătorului, de întrebări legate de cauzalitate, determinism și liber arbitru.
Filozoful și teologul creștin William Lane Craig a sugerat că, într-o lume cu prezicători perfecți (sau în care s-a inventat mașina timpului, deoarece acest dispozitiv ar putea fi folosit pentru a face o predicție), poate apărea retro-cauzalitatea. Când o persoană își cunoaște cu adevărat viitorul și aceste cunoștințe îi afectează acțiunile sale, atunci evenimentele din viitor vor produce efecte în trecut. Alegerea celui care alege va fi determinat deja acțiunea prezicătorului. Unii au ajuns la concluzia că, dacă pot exista mașini ale timpului sau prezicători perfecți, atunci nu poate exista liber arbitru, iar alegerea făcută este predestinată. Luate împreună, paradoxul este o reafirmare a vechii dispute privind liber arbitrul și determinismul care sunt incompatibile, deoarece determinismul permite existența prezicătorilor perfecți. Altfel, acest paradox poate fi echivalent cu paradoxul bunicului; paradoxul presupune existența unui prezicător perfect, ceea ce înseamnă că "cel care face alegeri" nu este liber să aleagă, dar presupune simultan că o alegere poate fi dezbătută și decisă. Acest lucru sugerează unora că paradoxul este un artefact al acestor ipoteze contradictorii.
Gary Drescher  susține în cartea sa Good and Real că decizia corectă este de a lua doar cutia B, apelând la o situație despre care susține că este analoagă - analog unui agent rațional într-un univers determinist care decide dacă trebuie sau nu să traverseze o stradă potențial aglomerată.
Andrew Irvine afirmă că problema este structural izomorfă paradoxului lui Braess, un rezultat neintuitiv dar în cele din urmă neparadoxal, referitor la punctele de echilibru ale sistemelor fizice de diferite tipuri.

## William Newcomb
William Newcomb (decedat 1999), a fost profesor și fizician la Universitatea din California, în Laboratorul Lawrence Livermore. El este cel mai bine cunoscut ca fiind creatorul paradoxului care îi poartă numele,  conceput în 1960. El este strănepotul fratelui astronomului Simon Newcomb.
Newcomb a lucrat la Laboratorul Național Lawrence Livermore (apoi la Laboratorul de Radiații al Universității din California), probabil în 1955, în cadrul Energy Directorate. El a fost, de asemenea, un profesor la Departamentul de Științe Aplicate UC Davis din 1971. A decedat la 29 mai 1999.

## Vezi și
- Listă de paradoxuri